# Shiji

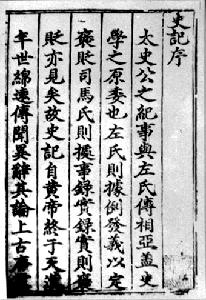
Die erste Seite des Shiji.

Das Shiji (chinesisch 史記, Pinyin Shǐjì, W.-G. Shih-Chi – „Aufzeichnungen des Chronisten, Aufzeichnungen der Chronisten, Aufzeichnungen der Historiker, Aufzeichnungen des Hofschreibers, Historische Aufzeichnungen bzw. Aufzeichnungen des Historikers“) von Sima Qian (bzw. Sima Qian und dessen Vater Sima Tan 司馬談) aus der frühen Han-Zeit (zwischen 109 und 91 v. Chr. geschrieben) gilt als das erste bedeutende Werk der chinesischen Geschichtsschreibung und ist die erste der 24 Dynastiegeschichten. Es umfasst 130 Rollen oder Bände (卷,  juǎn).

## Inhalt
Das Shiji beschreibt die Zeit von den mythologischen Anfängen der Geschichte bis zur frühen Han-Dynastie. Für die Han-Zeit ist es aus den Hofakten gearbeitet, zu denen Sima Qian direkten Zugang hatte, da er Hofastrologe war. Das Neue daran sind einerseits chronologische Tabellen, auf denen eine Synopse der wichtigen zentralen Ereignisse mit den Geschehnissen in den Königslehen und Hofämtern geboten wird, und die Monographien zu Astronomie, Astrologie, kaiserlichen Opferzeremonien, Riten, Musik, Wirtschaft und Bewässerung, die Sima Qian zu großen Teilen aus eigener Fachkenntnis abfasste.

## Gliederung
Das Shiji umfasst 130 Kapitel, die in fünf Kategorien eingeteilt sind:
- 12 Biografien von Kaisern und Königen (běnjì 本紀), darunter Qin Shihuang und Xiang Yu
- 10 genealogische Tabellen (biǎo 表)
- 8 Kapitel über Staatswesen und Kultur (shū 書), darunter Riten, Musik, Recht und Kalenderwesen
- 30 Biografien von Herzögen und Fürsten (shìjiā 世家), darunter König Goujian von Yue (Yuè Wáng Gòujiàn 越王句踐) und Chen She (Chén Shè 陳涉)
- 70 Biografien beispielhafter Persönlichkeiten (lièzhuàn 列傳), darunter Konfuzius, Menzius, Sunzi, Shang Yang, Lü Buwei und Sima Xiangru, aber auch Personengruppen, die an sich geringes Ansehen genossen wie „Attentäter“ (cìkè 刺客) und „Spaßmacher“ (huájī 滑稽).

## Moderne Ausgabe
- 《史記》（點校本二十四史修訂本）。北京：中華書局, 2013；ISBN 978-7-101-09501-2.

## Übersetzungen
Deutsch
- Gregor Kneussel, Alexander Saechtig (Übers.), Sima Qian: Aus den Aufzeichnungen des Chronisten / Shǐjì xuǎn «史记选», 3 Bände. Verlag für fremdsprachige Literatur, Beijing 2016, ISBN 978-7-119-09676-6. Band 1 und 2 übersetzt von Kneussel, Band 3 von Saechtig. Die Ausgabe enthält auch den Originaltext sowie eine Übersetzung ins moderne Chinesisch von Ān Píngqiū 安平秋.

Englisch
- Burton Watson (Übers.), Ssu-ma Ch’ien: Records of the Grand Historian of China. Columbia University Press, New York 1961, 2. Auflage 1993, ISBN 0-231-08169-3.
- Yang Hsien-yi, Gladys Yang (Übers.): Records of the Historians. Commercial Press, Hong Kong 1974; identische Ausgabe Foreign Languages Press, Beijing 1979.
- William H. Nienhauser (Hrsg.), Ssu-ma Ch’ien: The Grand Scribe’s Records, 9 Bände. Indiana University Press, Bloomington 1994 ff., ISBN 978-0-253-34021-4 usw.

Französisch
- Édouard Chavannes (Übers.): Les Mémoires historiques de Se-ma Ts’ien, 6 Bände. Ernest Leroux, Adrien Maisonneuve, Paris 1895–1905; Neuauflage: Librairie d’Amérique et d’Orient Adrien-Maisonneuve, Paris 1967.

Japanisch
- Otake Fumio 小竹文夫, Otake Takeo 小竹武夫 (Übers.), Shiba Sen 司馬遷: Shiki gendaigo yaku 『史記 現代語訳』, 7 Bände. Kōbundō 弘文堂, Tokio 1957–1958.

Russisch
- Rudolf Wsewolodowitsch Wjatkin (Übers.), Syma Cjan’: Istoričeskie zapiski (Ši czi), 9 Bände. Nauka, Moskau 1972–2010. Band 1 und 2 übersetzt mit Vsevolod Sergeevič Taskin, Band 8 mit Artemij Mihajlovič Karapet’janc, Band 9 mit Anatolij Rudol’fovič Vjatkin, Artemij Mihajlovič Karapet’janc und Mark Jur’evič Ul’janov.

Polnisch
- Mieczysław J. Künstler (Übers.), Sy-ma Ts'ien, Syn smoka. Fragmenty Zapisków historyka, Czytelnik, Warszawa 2000, ISBN 83-07-02780-2.